# عيد العرش (المغرب)
يعتبر عيد العرش في المغرب مناسبة وطنية يحتفل بها ابتداء من 30 يوليو من كل سنة، يتخللها عدة احتفالات رسمية وشعبية، وهي ذكرى تربع الملك على العرش وبيعته الرسمية، بويع الملك محمد السادس بن الحسن الملك الحالي في 23 يوليو سنة 1999 وأعلن ملكا رسميا في 30 من يوليو، لهذه المناسبة عدة مظاهر تغطى عبر التلفاز العمومي كأنشطة رسمية وتقاليد عريقة تخليدا لهذه المناسبة المجيدة.

## تاريخ
في سنة 1934، الذكرى السابعة لجلوس محمد بن يوسف على العرش ٬ أصبح الاحتفال بعيد العرش يكتسي صبغة رسمية٬ إذ صدر قرار وزاري أصدره محمد المقري بتاريخ 16 رجب 1353 هـ / 26 أكتوبر 1934 بعد أن أشر عليه المقيم العام الفرنسي هنري بونسوت. وكان هذا القرار الوزاري٬ المؤرخ بـ31 أكتوبر 1934، نشر بالجريدة الرسمية يوم 2 نوفمبر 1934، مؤلفا من عدة بنود أهمها أن يقوم باشا كل مدينة من المدن المغربية بتنظيم الأفراح والحفلات الموسيقية٬ وتزيين المدن٬ وتوزيع الألبسة والأطعمة على نزلاء الجمعيات الخيرية٬ وأن يكون يوم عيد العرش هو يوم 18 نوفمبر من كل سنة٬ ويكون يوم عطلة بشرط ألا تلقى فيه الخطب السامية.
وفي عيد العرش يوم 18 نوفمبر 1952 ألقى محمد بن يوسف خطابا ساميا بالقصر الملكي بالرباط٬ يعتبره الوطنيون شرارة اندلاع «ثورة الملك والشعب».
ولما عاد محمد الخامس من منفاه هو وأسرته سنة 1955، أصبح يوم عيد العرش واحدا من الأعياد الثلاثة: عيد العودة وهو يوم 16 نوفمبر، وعيد الانبعاث وهو يوم 17 نوفمبر، وعيد العرش وهو يوم 18 نوفمبر.
[[
]]

## خطاب العرش
خطاب العرش يوم 30 من يوليوز، حيث يقوم الملك بتلاوة الخطاب إلى الأمة عبر التلفزيون الرسمي للدولة، يعطي جرد للأحداث والمشاريع المنجزة وأيضا يتخلل هذا الخطاب عدة أوامر ملكية ورأيته للمستقبل والسياسة الخارجية للمملكة. حسب الدستور المغرب لسنة 2011 في فصله 52، للملك أن يخاطب الأمة والبرلمان، وبهذا يكون خطاب العرش ملزم للأمة وللسلطات.

## حفل استقبال
حفل الإستقبال هو حفل يقوم الملك بتقليد الشخصيات الوطنية والأجنبية بأوسمة ملكية رفيعة، عربونا على مجهوداتهم وحبهم للمغرب، ونجرد الأوسمة المستخدمة في هذا الحفل المنصوص عليها في الفصل 15 من ظهير رقم 1.00.218 لسنة 2000.
- وسام العرش من الدرجة الممتازة (وسام الحمالة الكبرى فقط لرؤساء الدول)
- وسام العرش من الدرجة الثانية (قائد)

- وسام العرش من الدرجة الثالثة (ضابط)

- وسام العرش من الدرجة الرابعة (فارس)

## مأدبة عشاء
مأدبة العشاء أو الإفطار في رمضان، تكون مساء يوم 30 من يوليوز، يدعى لها كبار رجالات الدولة والسفراء الأجانب المعتمدون بالمغرب وبعض الشخصيات الأجنبية والثقافية والاقتصادية المعروفة في المغرب.

## حفل أداء القسم
حفل أداء القسم للضباط المتخرجين من المدارس العليا العسكرية وشبه العسكرية، يوم 31 من يوليوز، وفيه يخاطب الملك الأفواج ويطلق عليهم اسم، وبعد الخطاب بصفته (الملك) القائد الأعلى ورئيس أركان الحرب العامة للقوات المسلحة الملكية يأدي الضباط القسم أتناء تواجد الملك، بعدها يستعرض الملك التحية العسكرية لأعلام وشارات المدارس الوطنية العسكرية والشبه العسكرية، ويختتم هذا الحفل بترقية الضباط السامين. وغالبا يترأس الأمير مولاي رشيد مأدبة العشاء في نادي الضباط احتفالا بهذا الحفل الذي هو جزء من احتفالات عيد العرش.

## حفل الولاء
حفل الولاء والبيعة يحتفل به غالبا في 31 من يوليوز، حيث يترأس الملك عبر زي تقليدي ويمتطي صهوة جواد، ويتبعه موظفي القصر (هم خدام القصر من فترة حكم السلطان أحمد المنصور الذهبي) ومجموعة من الفرسان وعربة العرش لترأس الحفل، يخرج الملك من باب القصر ويكون الوفود المشاركة في البيعة مسطفة حسب ترتيب محدد لتأدية تحية الولاء وليس الركوع كمى يروج له وطبعا يبقى هناك بعض الغلو في هذه التحية، وكل ذلك في المشور السعيد (هو المكان الواسع أو الشارع الرئيسي المجاور للقصر)، يقوم مقدم الحفل بتقديم الوفود عبر عبارات مشهورة لا مجال لذكرها.

## وصلات خارجية
---